# 海山郡
海山郡（かいざんぐん）は日本統治時代の台湾に存在した行政区画の一つであり、台北州に属した。

## 概要

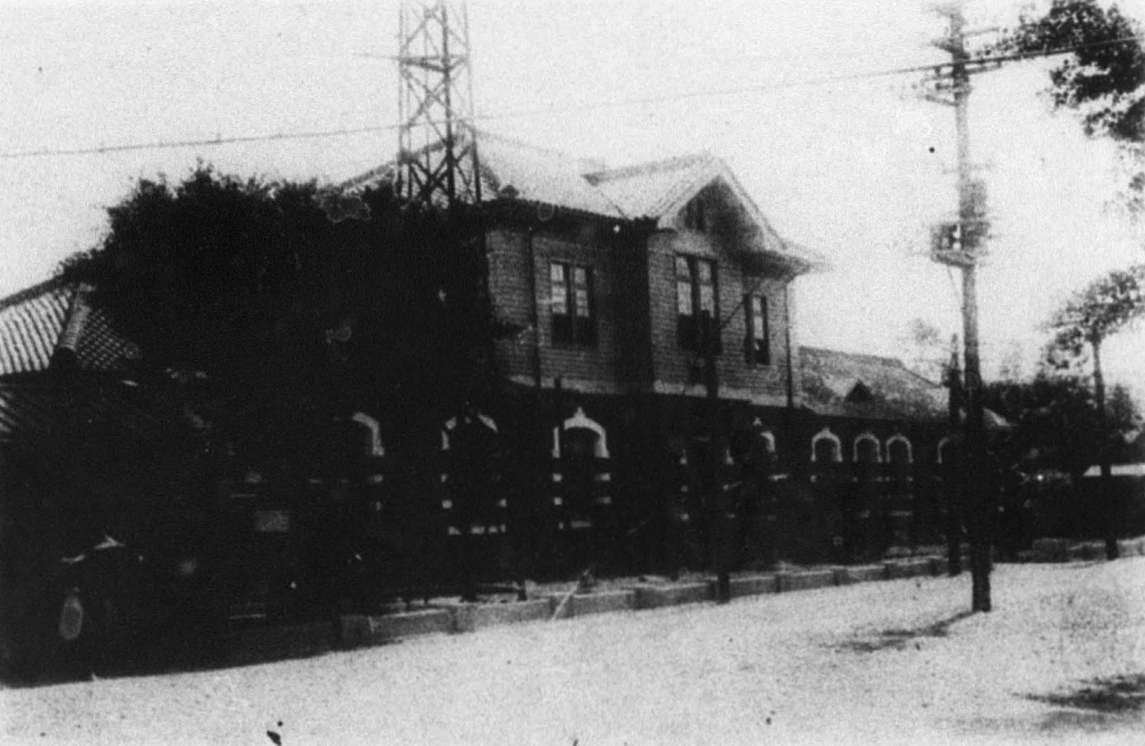
海山郡役所

海山郡は板橋街、鶯歌街、三峡街、中和庄、土城庄を管轄し、現在の新北市板橋区、土城区、三峽区、鶯歌区、樹林区、中和区、永和区に相当する。海山郡の郡名は16世紀に台湾を統治したオランダ人が三峡山から五股地区の冷水坑渓を「Spruijt nae Gaijsan（海山川)」と称したことに由来し、その後海山墾号（後の海山荘及び海山堡）に由来する。
1945年、終戦に伴い台北県政府が海山郡に設置されたのち海山郡は廃止され、郡の街は鎮に、庄は郷に改編され台北県の管轄となった。その後は人口の増加にともない中和から永和が、鶯歌から樹林が分割されるなどの変遷があり現在に至っている。

## 歴代首長

### 郡守
- 長谷川直吉[1]：1920年9月1日－1924年3月10日
- 石田治郎[2]：1924年3月10日－1926年10月12日
- 李讃生[3]：1926年10月12日－1928年9月18日
- 瀬戸山兼斌[4]：1928年9月18日－1930年2月16日
- 細井英夫[5]：1930年2月16日－1931年5月23日
- 松野孝一[6]：1931年5月23日－1934年5月10日
- 大田修吉[7]：1934年5月10日－1936年10月20日
- 林通雄[8]：1936年10月20日－1938年8月25日
- 矢野栄治[9]：1938年8月25日－1940年1月31日
- 劉萬[10]：1940年1月31日－1941年1月8日
- 熊谷三平[11]：1941年1月8日－1942年1月14日
- 大西富逸[12]：1942年1月14日－1944年5月22日
- 倉澤政夫：1944年5月22日－1945年10月25日